# قموخ
قموخ (به لاتین: Qumux) یک منطقه مسکونی در جمهوری آذربایجان است که در شهرستان شکی واقع شده است. قموخ ۹۶۵ نفر جمعیت دارد.